# Vesna Parun
Vesna Parun ( pronunciado [v̞ê̞sna pâruːn] ; 10 de abril de 1922, Sibenik - 25 de octubre de 2010) fue una poetisa croata. 

## Biografía
Vesna Parun nació en la isla de Zlarin, en la ciudad de Sibenik. Después de estudiar en Zlarin, Šibenik y Split, estudió lenguas románicas y filosofía en la Facultad de Humanidades y Ciencias Sociales de la Universidad de Zagreb, graduándose en 1940.
Escribió su primer poema Promaljeće cuando estaba en tercer grado en la ciudad de Vis (publicado en Zagreb, en la revista Anđeo čuvar).
Desde 1947 fue una artista libre, escribiendo poesía, ensayos, crítica y literatura infantil. Tradujo obras desde el esloveno, el alemán, el francés y el búlgaro. Su primer libro de poesía Zore i vihori (1947) recibió críticas de la parte de los socialistas, cuando el realismo socialista inspirado en el modelo soviético dominaba las artes yugoslavas.
Comenzando con la colección de poemas Crna maslina (1955), el amor fue el motivo principal de su obra escrita. Trabajando incesantemente en la poesía lírica romántica, a partir de la década de 1960 publicó versos satíricos dirigidos a la política y a lo erótico. 
Fue la primera mujer en Croacia que obtuvo ingresos únicamente por ser escritora. Publicó, imprimió e hizo ilustraciones para algunos de sus libros.
En 2009 fue propuesta por la Unión Fraternal Croata de Pisttburgh para el Premio Nobel de literatura.
Publicó más de sesenta libros de poesía, prosa y teatro, entre ellos varios volúmenes de cuentos y poemas infantiles. Escribió más de veinte obras para niños, la más destacada y ampliamente conocida fue Mačak Džingiskan i Miki Trasi. También escribió varias piezas dramáticas, la más importante de las cuales fue la balada Marija i mornar.
En el año 2015, con motivo del Día Internacional de las Mujeres el 8 de marzo, activistas croatas llevaron a cabo una acción de marketing de guerrilla y cambiaron el nombre de calles por los de mujeres destacadas a lo largo de la historia. Unos 150 letreros de calles fueron rediseñados y papeles en formato A4 y A5 impresos con nombres de mujeres que hicieron grandes cosas por el país pero quedaron excluidas del espacio público y de las conversaciones. Uno de esos letreros llevaba el nombre de la poeta Vesna Parun.

## Obra
- Vidrama vjerna (1957)
- Patka Zlatka (1957)
- Ti i nikad (1959)
- Konjanik (1961)
- Otvorena vrata (1968)
- Ukleti dažd (1969)
- Stid me je umrijeti (1974)
- Igre pred oluju (1979)
- Šum krila, šum vode (1981)
- Salto mortale (1981)
- Pokraj rijeke Kupe kad se vrapci skupe (1989)
- Nedovršeni mozaik (1990)
- Ptica vremena (1996)
- Smijeh od smrti jači (1997)
- Mozak u torbi (2001)
- Más jadransko (2001)
- Noć za pakost: moj život u 40 vreća (2001)
- Da sam brod (2002)
- Suze putuju (2002)

## Premios
- 1959 - Premio al poeta del año.
- 1982 - Premio al logro de toda la vida.
- 1982 - Premio Vladimir Nazor Award de literatura (Croatian: Nagrada Vladimir Nazor).
- 1995 - Poeta Oliveatus en el festival Croacia rediviva: Ča, Kaj, Što - baštinski dani.
- 2002 - Visoka žuta žita charter en Poet Meetings en Drenovci por su obra literaria general y su contribución permanente a la literatura croata,
- 2003 - Premio Tin Ujević, por la colección de sonetos Suze putuju
- 2010 - Premio Europeo - Knjizevna opsObratina Vrsac (Municipio Literario de Vrsac)